# Вембанад
Вембанад (малаял. വേമ്പനാട്ടു കായല്‍) — озеро в Индии, штат Керала.
Площадь озера составляет 2033 км², длина — 96 км, ширина — 14 км. Это крупнейшее озеро штата и длиннейшее озеро страны. На озере расположено множество островов, несколько из которых довольно крупные.
Вембанад, как и другие водоёмы Кералы, известно плавучими домами. Основное занятие местных жителей — рыболовство.
Часть озера в районе Куттанаду называется Пуннамада, в районе Коччи — Кочи.
Озеро является одним из угодий рамсарской конференции. Берега и острова озера — ареал множества видов птиц.